# ورزشگاه بیشان
ورزشگاه بیشان (به لاتین: Bishan Stadium) یک ورزشکاه فوتبال در سنگاپور است که در بیشان واقع شده‌است.